# Stadttempel
El Stadttempel  o el "templo de la ciudad" es la principal sinagoga de Viena, capital de Austria. Está situada en el distrito primero (Innere Stadt), en Seitenstettengasse.
La sinagoga fue construida entre 1825 y 1826. El Stadttempel fue montado en un bloque de viviendas y oculto de la vista de la calle, a causa de un decreto emitido por el emperador José II que sólo permitía a los católicos construir lugares de culto cuyas fachadas dieran directamente a la vía pública.